# Hurokközvetített izotermikus amplifikáció
A hurokközvetített izotermikus amplifikáció (LAMP) egy egycsöves technika a DNS felerősítésére, és olcsó alternatíva bizonyos betegségek kimutatására. A reverz transzkripciós hurokközvetített izotermikus amplifikáció (RT-LAMP) a LAMP-ot egy reverz transzkripciós lépéssel kombinálja, hogy lehetővé tegye az RNS kimutatását.
A LAMP egy izotermikus nukleinsav-amplifikációs technika. A polimeráz láncreakció (PCR) technológiával ellentétben, amelyben a reakciót váltakozó hőmérsékletű lépések vagy ciklusok sorozatával hajtják végre, az izotermikus amplifikáció állandó hőmérsékleten történik, és nem igényel hőciklert.

## Technika
A LAMP során a célszekvencia felerősítése állandó 60-65 °C-os hőmérsékleten történik két vagy három primer-készlet és egy olyan polimeráz segítségével, amely a replikációs aktivitás mellett nagy száleltolódási aktivitással is rendelkezik. Általában 4 különböző primert használnak a célgén 6 különböző régiójának amplifikálásához, ami növeli a specificitást. Egy további pár "hurokprimer" tovább gyorsíthatja a reakciót. A LAMP során előállított DNS mennyisége lényegesen nagyobb, mint a PCR-alapú amplifikációé.

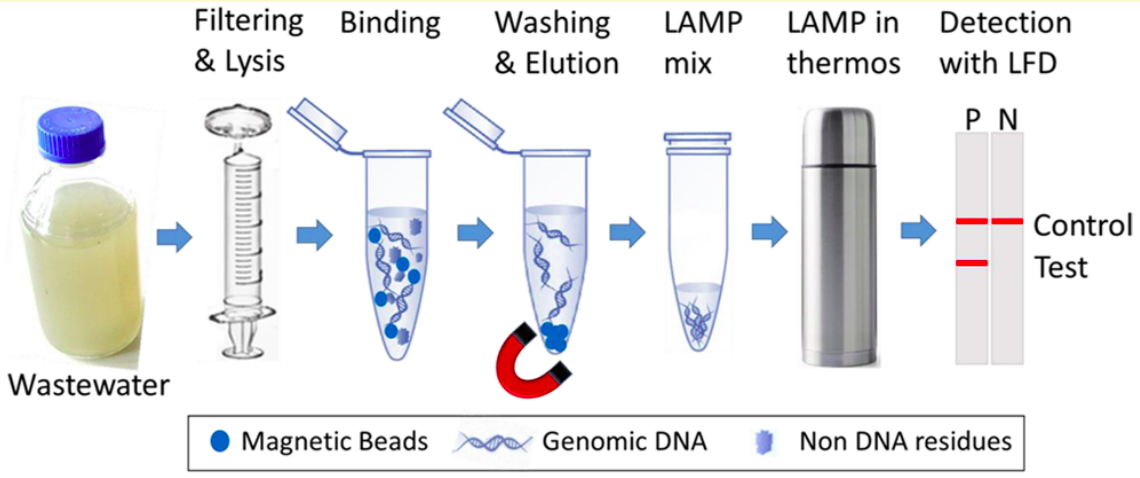
A nyers, kezeletlen szennyvízmintákból származó nukleinsav biomarkerek LAMP-jának sémája az emberi specifikus mitokondriális DNS (mtDNS) gyors mennyiségi meghatározására.

Az amplifikációs termék fotometriával detektálható, az amplifikáció melléktermékeként az oldatban lévő magnézium-pirofoszfát csapadék okozta zavarosság mérésével. Ez lehetővé teszi a szabad szemmel vagy kis térfogatok esetében egyszerű fotometriai detektálási megközelítésekkel történő könnyű vizualizálást. A reakciót valós időben lehet követni akár a zavarosság mérésével, akár fluoreszcenciával, interkaláló festékek, például a SYTO 9 segítségével. Az olyan színezékek, mint a SYBR zöld, használhatóak olyan látható színváltozás létrehozására, amely szabad szemmel, drága berendezések nélkül látható, vagy olyan reakcióhoz, amely műszerrel pontosabban mérhető. A festékmolekulák interkalálódnak vagy közvetlenül megjelölik a DNS-t, és így korrelálhatók az eredetileg jelen lévő kópiák számával. Ezért a LAMP kvantitatív is lehet.
A LAMP DNS-amplifikáció csőben történő kimutatása mangánnal töltött kalceinnel lehetséges, amely az in vitro DNS-szintézis során a mangánnak a pirofoszfát által történő komplexképzése után kezd fluoreszkálni.
A LAMP-amplikonok szabad szemmel történő vizuális kimutatásának másik módszere azon a képességükön alapult, hogy hibridizálódnak a komplementer aranyhoz kötött ss-DNS-sel, és így megakadályozzák a normál vörösből liláskékre történő színváltozást, amely egyébként az aranyrészecskék só okozta aggregációja során következne be. Az AuNP-vel történő amplikon-detektálással kombinált LAMP-módszer tehát előnyös lehet más módszerekkel szemben a vizsgálati idő csökkentése, az amplikonok hibridizációval történő megerősítése és az egyszerűbb berendezések használata (azaz nincs szükség termociklálóra, elektroforézis berendezésre vagy UV transz-illuminátorra) tekintetében.

## Felhasználás és előnyök
A LAMP egy viszonylag új DNS-amplifikációs technika, amely egyszerűsége, robusztussága és alacsony költsége miatt jelentős előnyökkel járhat. A LAMP alkalmas lehet arra, hogy egyszerű szűrővizsgálatként használják a terepen vagy a klinikusok az ellátás helyén. Mivel a LAMP izotermikus, ami kiküszöböli a hagyományos PCR-ben használt drága termociklálók szükségességét, különösen hasznos módszer lehet a fertőző betegségek diagnosztikájában az alacsony és közepes jövedelmű országokban. A LAMP-ot széles körben vizsgálják olyan fertőző betegségek kimutatására, mint a filariázis, a Zika-vírus, a tuberkulózis, a malária, az álomkór és a SARS-CoV-2. A fejlődő régiókban még nem validálták széles körben más gyakori kórokozók esetében.
Megfigyelték, hogy a LAMP kevésbé érzékeny (ellenállóbb) a PCR-nél az inhibitorokkal szemben olyan összetett mintákban, mint a vér, ami valószínűleg egy másik DNS-polimeráz (jellemzően Bst - Bacillus stearothermophilus - DNS-polimeráz, nem pedig Taq-polimeráz, mint a PCR-ben) használatának köszönhető. Számos beszámoló ír a kórokozók sikeres kimutatásáról minimálisan feldolgozott mintákból, például hőkezelt vérből, vagy klinikai mintamátrixok jelenlétében. A LAMP ezen tulajdonsága hasznos lehet a kevés erőforrással rendelkező vagy terepi körülmények között, ahol a diagnosztikai vizsgálatot megelőző hagyományos DNS- vagy RNS-eltávolítás nem kivitelezhető.

## Korlátozások
A LAMP kevésbé sokoldalú, mint a PCR, a legelterjedtebb nukleinsav-amplifikációs technika. A LAMP elsősorban diagnosztikai vagy kimutatási technikaként hasznos, de nem használható klónozásra vagy számos más, a PCR által lehetővé tett molekuláris biológiai alkalmazásra. Mivel a LAMP 4 (vagy 6) primert használ, amelyek a genom egy meglehetősen kis szegmensén belül 6 (vagy 8) régiót céloznak meg, és mivel a primerek tervezése számos megkötésnek van kitéve, nehéz "szemmel" primer-készleteket tervezni a LAMP-hoz. A LAMP-primerek tervezéséhez általában ingyenes, nyílt forráskódú vagy kereskedelmi szoftvercsomagok nyújtanak segítséget, bár a primertervezési korlátok miatt a célterület megválasztásában kevesebb a szabadság, mint a PCR esetében.
Egy diagnosztikai alkalmazásban ezt egyensúlyba kell hozni a megfelelő célpont kiválasztásának szükségességével (pl. egy konzervált hely egy erősen változó vírusgenomban, vagy egy olyan célpont, amely specifikus egy adott kórokozótörzsre). Több degenerált szekvenciára is szükség lehet ugyanazon faj különböző variáns törzseinek lefedéséhez. A primerek ilyen koktéljának következménye lehet a nem specifikus amplifikáció a késői amplifikáció során.
A LAMP multiplexelési megközelítései kevésbé fejlettek, mint a PCR esetében. A LAMP esetében a célpontonként nagyobb számú primer növeli a primer-primer kölcsönhatások valószínűségét a multiplexált célpontkészletek esetében. A LAMP terméke a célterület konkatétereinek sorozata, amely a gélen jellegzetes "létra" vagy sávos mintázatot eredményez, nem pedig egyetlen sávot, mint a PCR esetében. Bár ez nem jelent problémát, amikor a LAMP segítségével egyetlen célpontot detektálnak, a "hagyományos" (végpontos) multiplex PCR-alkalmazások, amelyekben a célpont azonosságát a gélen lévő sáv mérete igazolja, a LAMP segítségével nem valósíthatók meg. A multiplexelést a LAMP-ban úgy érik el, hogy kiválasztanak egy restrikciós résszel rendelkező célterületet, és a gélen történő futtatás előtt feltárják, hogy minden egyes termék egy külön méretű fragmentumot eredményezzen, bár ez a megközelítés bonyolultabbá teszi a kísérleti tervet és a protokollt.
A LAMP-ban a szálhelyettesítő DNS-polimeráz használata kizárja a hidrolízisszondák, pl. TaqMan-szondák használatát is, amelyek a Taq-polimeráz 5'-3' exonukleáz aktivitására támaszkodnak. Egy alternatív, fluoreszcencia-nyugtatókon alapuló valós idejű multiplexelési megközelítésről számoltak be.
A LAMP valós idejű megjelenítéséhez SYBR zöld festék adható hozzá. A késői amplifikáció során azonban a primer-dimer amplifikáció hozzájárulhat a hamis pozitív jelhez. A SYBR-reakciómixben lévő szervetlen pirofoszfatáz használata lehetővé teszi az olvadékelemzés használatát a helyes amplifikáció megkülönböztetésére. 
Bár az ezen a módszeren alapuló vizsgálatokban a hamis pozitív eredményekre különböző enyhítési stratégiákat javasoltak, a különböző tényezők, többek között a hőmérséklet-szabályozó mechanizmusok hiánya miatti nem specifikus amplifikáció a Loop-mediált izotermikus amplifikáció egyik fő korlátja.